# Andrzej Roman

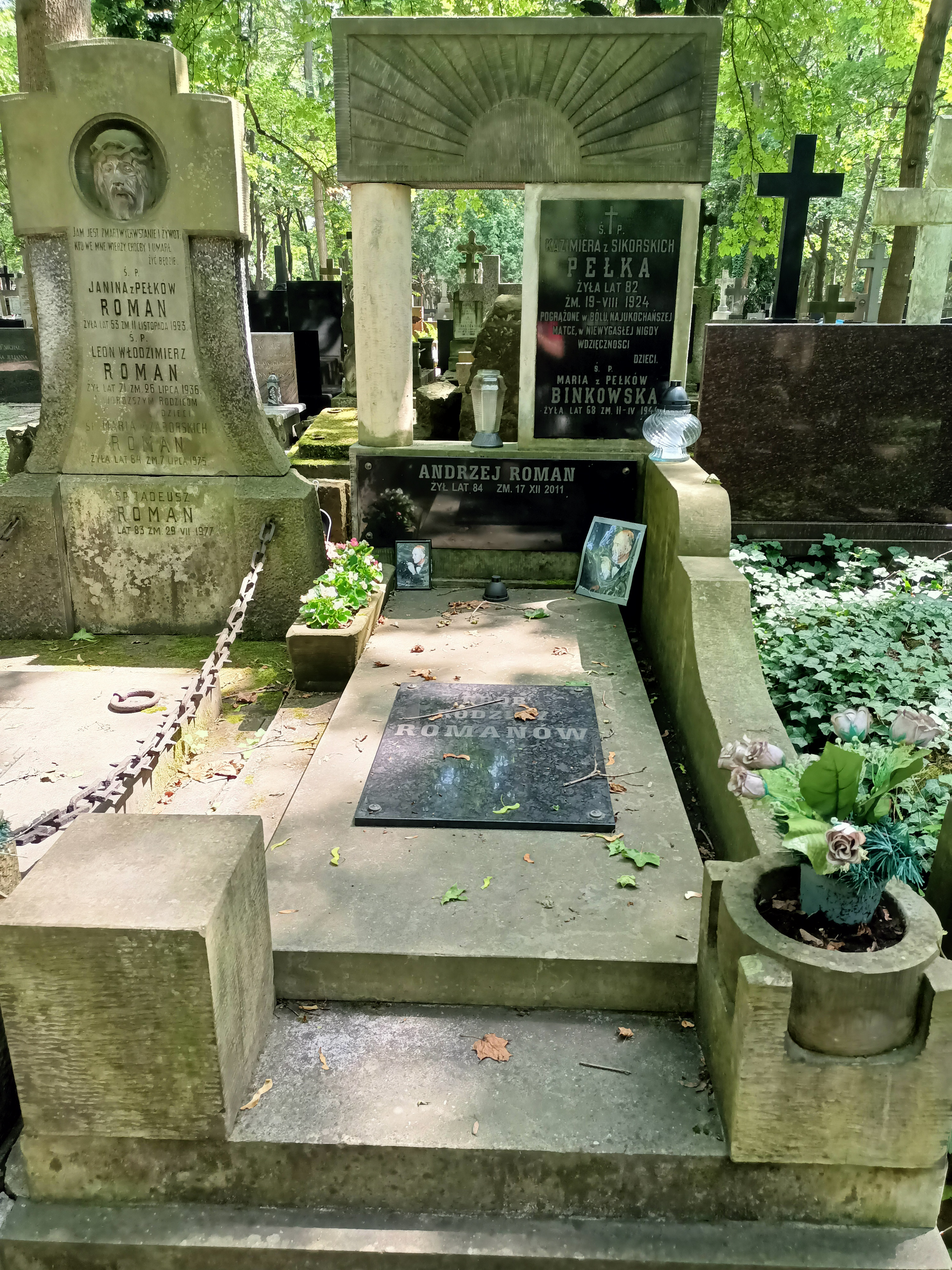
Grób Andrzeja Romana na Cmentarzu Powązkowskim w Warszawie

Andrzej Roman (ur. 17 maja 1927 w Warszawie, zm. 17 grudnia 2011 tamże) – polski dziennikarz sportowy i pisarz.

## Życiorys
W latach 1943–1945 należał do AK. Był absolwentem VI Liceum Ogólnokształcącego im. Tadeusza Reytana w Warszawie. Ukończył studia prawnicze i z zakresu historii sztuki na Uniwersytecie Warszawskim (odpowiednio 1949 i 1950). Od 1952 publikował w „Kurierze Polskim”, a od 1957 był redaktorem i następnie kierownikiem działu sportowego tej gazety. W stanie wojennym zweryfikowany negatywnie i zwolniony z pracy. Od 1983 był pracownikiem Agencji „Omnipress”, równocześnie współpracował z opozycją solidarnościową (był m.in. spikerem III Programu Radia „Solidarność”). W 1989 współtworzył dział sportowy „Gazety Wyborczej” i nim kierował. Następnie pracował w tygodniku „Spotkania” (1990–1992) i Tygodniku „Solidarność” (1992–2006), a także pisał felietony do m.in. „Życia Warszawy”. Wykładał na Wydziale Dziennikarstwa Uniwersytetu Warszawskiego (1993–2000). W latach 1997–2001 członek Rady Programowej Centrum Monitoringu Wolności Prasy.
Specjalizował się w tenisie, lekkiej atletyce i piłce nożnej. Był sprawozdawcą z trzech igrzysk olimpijskich – w Monachium, Montrealu i Moskwie. Pisał także recenzje filmowe i felietony. Opracował zbiór relacji o bojkocie telewizji przez aktorów w stanie wojennym pt. Komedianci (1988).
W 1975 został odznaczony Złotym Krzyżem Zasługi.

## Książki
- Droga do Tokio (1965) z Konradem Grudą
- Monachijskie sensacje (1973)
- Tenis: sport dla każdego: Roland Garros, Wimbledon, Flushing Meadow, Australia Open (1986) z Pawłem Dereszem
- Komedianci: rzecz o bojkocie (1988) – opracowanie z zespołem
- Gwiazdy światowego kina: leksykon (1992) z Janem Słodowskim
- Co jest grane panie Janku ...: utwory z lat 1981-1992 (1992) – wywiad z Janem Pietrzakiem
- Kochana piłeczko. Z Józefem Młynarczykiem rozmawiali Jacek Dąbski, Andrzej Roman, Stefan Szczepłek (1992)
- Olimpijskie wyzwania. Z dr. Włodzimierzem Reczkiem rozmawia Andrzej Roman (1994)
- Pies na środku jezdni (1996)
- Wielka literatura w parodii i pastiszu (2003) z Szymonem Kobylińskim
- Czterdziestu wspaniałych: Warszawskie postacie (2003)